# Entrée (Mahlzeit)

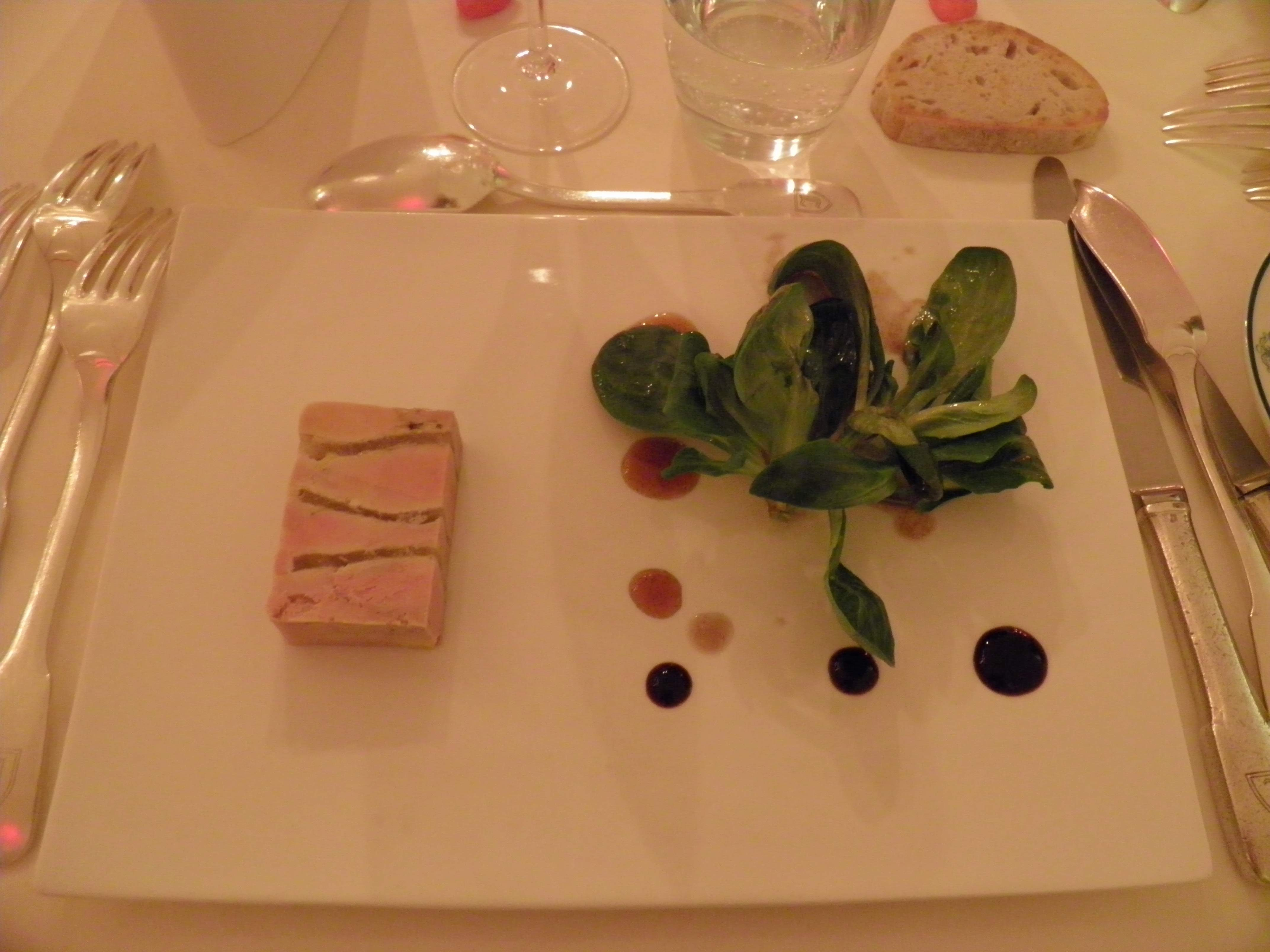
Foie Gras mit Ananas mit gewürztem Karamell – Château d'Isenbourg

Das Entrée (IPA: [ɑ̃ˈtʁeː], anhörenⓘ) ist in einem vollständigen französischen Menü das dritte Gericht, das nach der Vorspeise bzw. der Suppe und dem Fischgericht folgt und dem Braten vorausgeht. Heute geht der Trend zur Vereinfachung und Reduzierung der Anzahl der Gänge, daher ist bei den modernen Menüs das Entrée normalerweise das Hauptgericht, dem eine Vorspeise vorausgeht, gefolgt von einem Salat, Käse und einem Dessert. Im heutigen französischen Sprachgebrauch bezeichnet entrée wiederum das erste von drei Gerichten eines typischen Menüs vor dem Hauptgericht (plat) und dem Dessert.
Beim großen Menü ist das Entrée entweder ein kaltes Gericht oder ein warmes Gericht in einer Sauce. Gemischte Entrées sind zusammengesetzte Gerichte wie Croustades und Timbales. Wenn mehr als ein Entrée serviert wird, werden sie klar unterschieden zwischen Fleisch-Entrées (französisch Entrées volantes de boucherie), Innereien-Entrées (französisch Entrées d’abats) und Entrées Diverses.
Zu den Entrées gehörten im Mittelalter kristallisierte Melonenschalen, Austern-Tarten, Andouillettes, Gefülltes (Farce) und Käseauflauf in Förmchen. Heute (wenn angeboten) gehören Fisch, Schalentiere, Kaviar, Foie Gras, Fischterrinen, Nudelgerichte (wie Gnocchi, Makkaroni, Spaghetti und Ravioli), Quenelles, herzhaftes Gebäck (wie Quiches, Pastetchen, Timbales, Tarten und Vol- au-vents), Eierspeisen (einschließlich Soufflés) und Gemüsegerichte (Artischocken und Spargel) dazu. Theoretisch gelten kalte Wurstwaren, Fisch in Marinaden oder Öl, rohes Gemüse, gemischte Salate, Melonen und Radieschen als Vorspeise.